# Jonny Lee Miller
Jonathan "Jonny" Lee Miller, (født 15. november 1972 i Kingston i London), er en britisk skuespiller, som blandt andet er kendt for sin rolle i Trainspotting og som Sherlock Holmes i tv-serien Elementary.

## Filmografi
- T2: Trainspotting (2017)
- Dark Shadows (2012)
- Endgame (2009)
- Aeon Flux (2005)
- Melinda and Melinda (2004)
- Mindhunters (2004)
- Dracula 2001 (2000)
- Love, Honour and Obey (2000)
- Mansfield Park (1999)
- Afterglow (1997)
- Regeneration (1997)
- Trainspotting (1996)
- Hackers (1995)